# Orvosi szemvidító
Az orvosi szemvidító vagy szemvidítófű (Euphrasia rostkoviana vagy Euphrasia officinalis) a vajvirágfélék családjába tartozó, élősködő növényfaj. A nemzetséget korábban a tátogatófélék (Scrophulariaceae) családjába sorolták. Tudományos neve a görög mitológiából származik, Euphrosine az egyik gráciaként a szépség, kellem, vidámság megtestesítője. Népies nevei: vigasztalófű, szemfű.

## Elterjedése
Európa nagy részén gyakori, délen ritkábban fordul elő. Rétek, legelők, láprétek növénye.

## Jellemzése

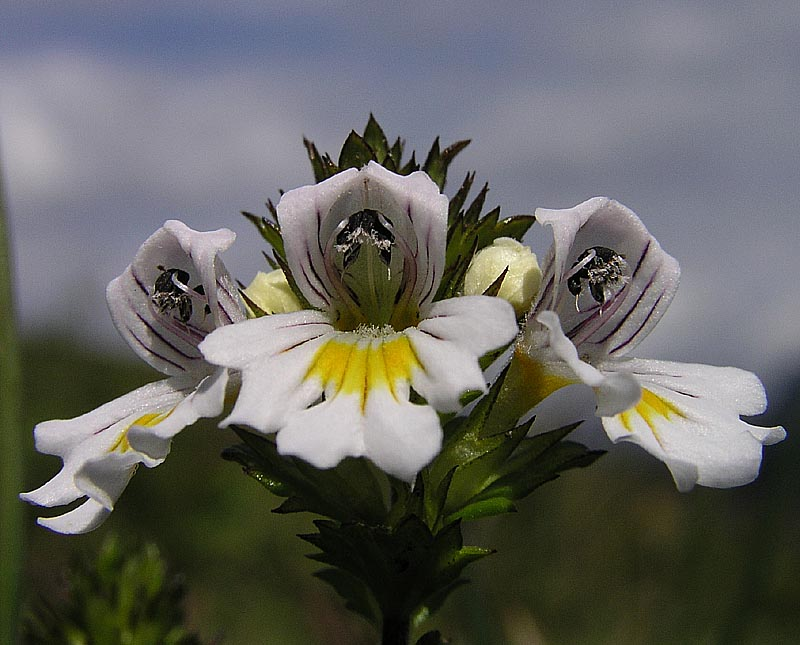
Ausztria, Kaiser-hegység

10–30 cm magas, egynyári növény. Levelei széles tojásdadok, oldalukon 3-6 hegyes fog van. Apró virágai füzérvirágzatba tömörülnek. 8–14 mm hosszú pártája fehér vagy lilás színű, az alsó ajak cimpái kicsípettek, rajta sárga folt és ibolyás színű csíkok vannak, a felső ajak visszahajló, és rövidebb az alsónál. Félélősködőként a fűfélék gyökerein fejlődik.

## Gyógyhatása
Iridoid-glikozidokat (eufrozidot, aukubint, katalpolt), flavonoidokat, fenolkarbonsavakat, lignánokat, fenilpropán-glikozidokat tartalmaz. A növény tannintartalma miatt összehúzó hatású, emellett a benne található iridoidok glikozidjai gyulladásgátlók. Az orvosi szemvidító szembántalmak, szemfáradtság ellen és enyhe erősítőszerként alkalmazott növény.
65 szemkötőhártya-gyulladásban (conjunctivitis) szenvedő beteg részvételével lefolytatott kísérlet a következő eredménnyel zárult: a betegek 81,5%-nál teljes gyógyulást, 17%-uknál enyhe javulást, 1 betegnél a tünetek súlyosbodását tapasztalták. A terápiás adag 1-5 csepp volt 7, illetve 14 napig. (Ha a tünetek 7 nap után megszűntek, a kezelést abbahagyták.) A kísérletet levezénylők szerint a szemvidítófű hatékony gyógynövény, napi 3×1 cseppet javasolnak alkalmazni szemgyulladások esetén.

## Felhasználása
Különböző szembetegségek – szemhéjgyulladás (blepharitis), szaruhártya-gyulladás (keratitis), árpa, egyszerű fertőző heveny vagy idült kötőhártya-gyulladás, szemfáradtság, könnyezés gyógyítására szemmosó folyadékként, borogatásként, szemcseppek formájában, helyileg alkalmazzák. A növényből előállított készítmények erős orrfolyással kísért meghűlés esetén is ajánlottak. Gyulladásgátló hatását a hörghurut elleni gyógykészítményeknél is jótékonyan hasznosítják. A hagyomány szerint a szem elfáradáskor alkalmazva javítja a látást. Az emésztőrendszer és a légzőrendszer nyálkahártya-gyulladásának kezelésében is eredményesnek bizonyult.
Káros hatása nem ismert. Előírt adagban a növény problémamentesen alkalmazható.